# Pradejón
Pradejón ist ein Ort und eine nordspanische Gemeinde (municipio) mit 3.754 Einwohnern (Stand: 2024) im Osten der Autonomen Gemeinschaft La Rioja.

## Lage und Klima
Pradejón liegt unterhalb des Río Cidacos etwa 35 Kilometer ostsüdöstlich von der Provinzhauptstadt Logroño entfernt in einer Höhe von ca. 360 m. 
Durch die Gemeinde führt die Autopista AP-68 von Logroño nach Saragossa. 
Das Klima ist gemäßigt bis warm; Regen (ca. 543 mm/Jahr) fällt übers Jahr verteilt.

## Bevölkerungsentwicklung
| Jahr      | 1970 | 1981 | 1991 | 2001 | 2011 | 2021 |
| Einwohner | 2742 | 2755 | 2855 | 3186 | 4094 | 3928 |

Infolge der Landflucht als Folge der Mechanisierung der Landwirtschaft ist die Zahl der städtischen Einwohner seit Beginn des 20. Jahrhunderts deutlich angestiegen.

## Wirtschaft
In Pradejón werden Champignons und andere Pilzsorten angebaut. Das hat auch zu einem sog. Fungitourismus geführt.
Landwirtschaft und Viehzucht sind im Niedergang begriffen.

## Sehenswürdigkeiten
- Archäologische Fundstätte La Maja
- Marienkirche (Iglesia de Santa María) mit Turm aus dem 18. Jahrhundert

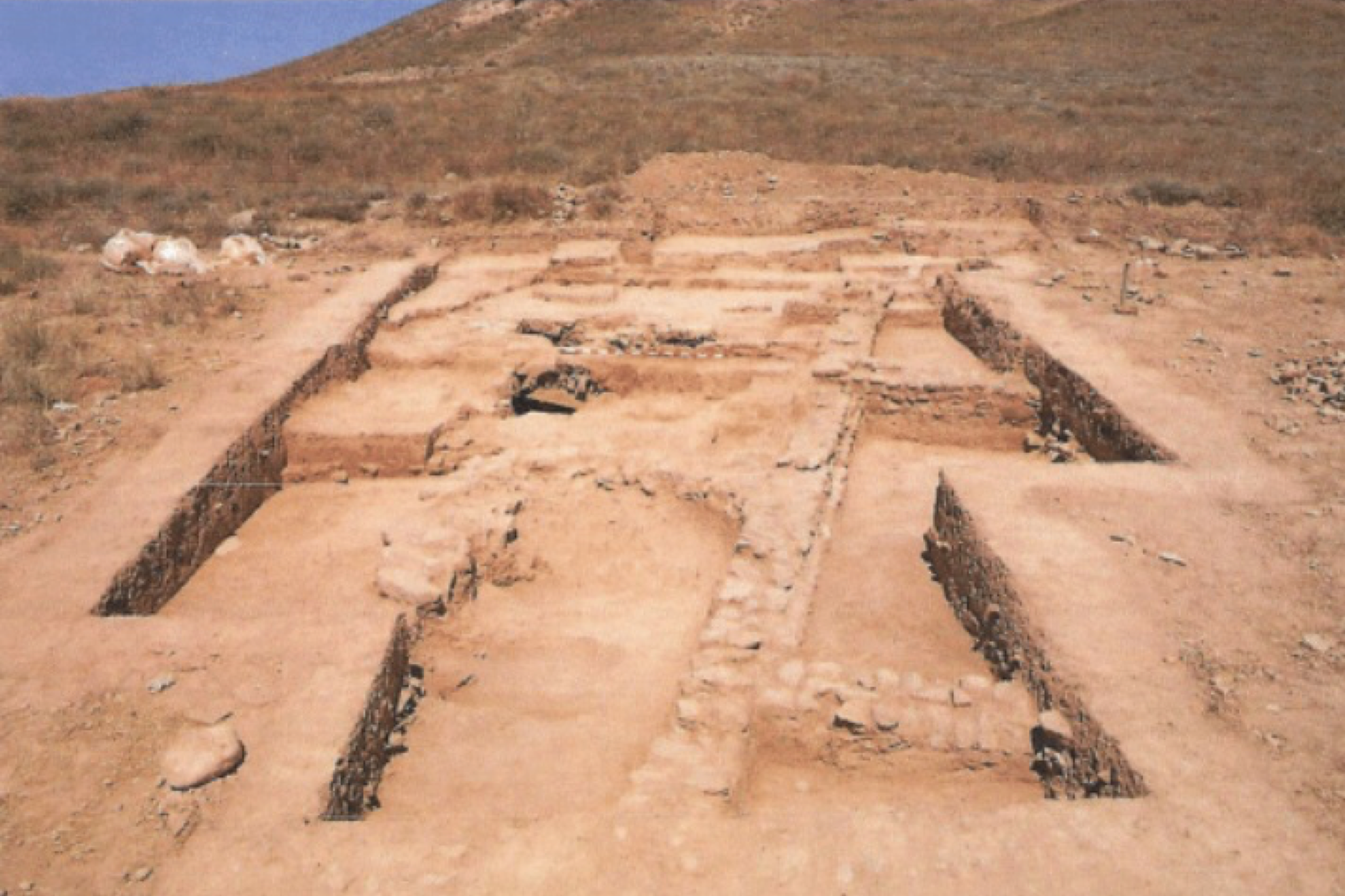
Archäologische Fundstätte La Maja
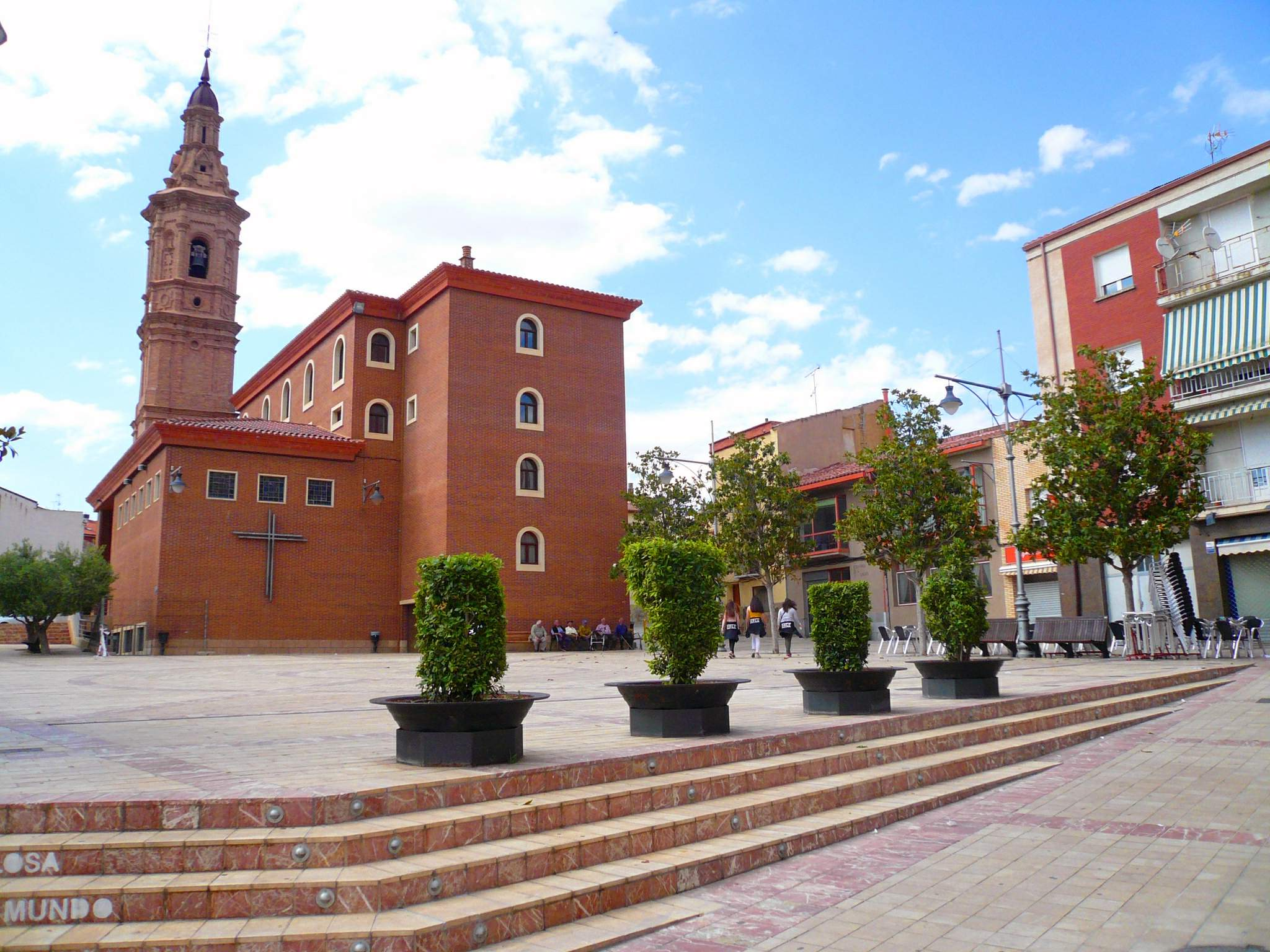
Marienkirche vor der Plaza de la Constitución
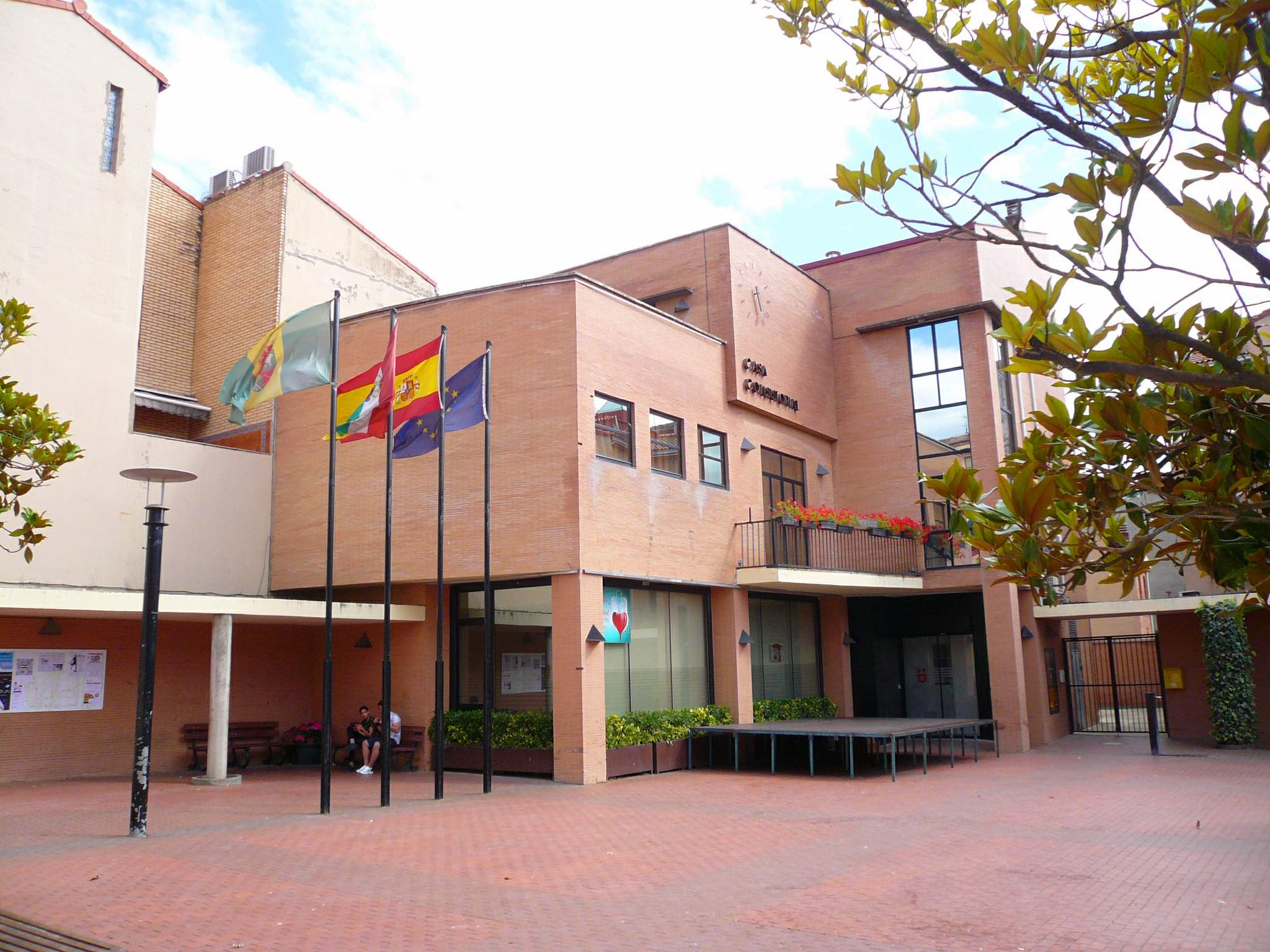
Rathaus

## Trivia
In Pradejón befindet sich das einzige Kaninchenschlachthaus in La Rioja. 